# Lynn Lake
Lynn Lake è un comune (town) del Canada, situato nel nord-ovest della provincia di Manitoba.